# Forêt de Grand'Peur
Pour les articles homonymes, voir Forêt Noire.

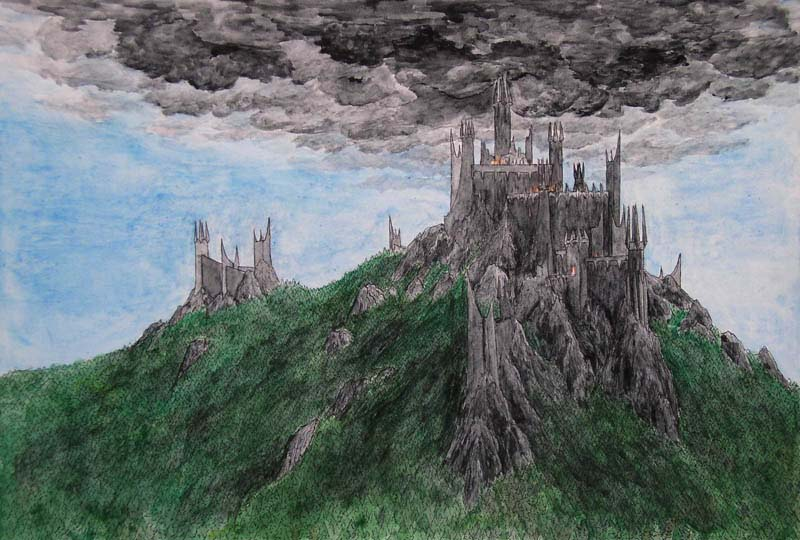
Dol Guldur, la forteresse de Sauron dans la Forêt Noire

La Forêt Noire (également connue sous les noms de forêt de Mirkwood et forêt de Grand'Peur) est une forêt de la Terre du Milieu dans le légendaire de l'écrivain britannique J. R. R. Tolkien, apparaissant notamment dans Le Hobbit.

## Géographie
Elle se situe dans la région du Rhovanion à l'est des Monts Brumeux et à l'ouest de la Montagne Solitaire. Elle couvre une grande étendue de terre dans la partie nord de la Terre du Milieu, entre les rivières Anduin et Carnen. Elle est traversée par la Route de l'Est et plus au nord par un chemin secret qui est utilisé par la Compagnie de Thorin dans Le Hobbit. Au nord-est, on y trouve le royaume de Thranduil et au sud-ouest la forteresse de Dol Guldur. Au sein de la forêt se trouve la chaîne de petites montagnes appelées Emyn Duir. La Rivière Enchantée y prend sa source. C'est à la lisière de cette forêt que vivent Beorn et Radagast. La forêt est immense, s'étendant sur des centaines de kilomètres carrés de terrain boisé dense. Elle est réputée pour être difficile à traverser en raison de sa densité et de ses dangers. La forêt est enveloppée dans une obscurité perpétuelle en raison de la densité de sa canopée. Cette obscurité crée une atmosphère lugubre et sinistre qui contribue à sa réputation de terre dangereuse et inhospitalière. Plusieurs rivières traversent la Forêt Noire, dont la plus importante est la Rivière des Feuilles d'Or. Ces cours d'eau ajoutent à la diversité de l'écosystème forestier et fournissent des voies de navigation pour ceux qui voyagent à travers la forêt. Bien que la forêt soit principalement dense, il existe des zones de clairières où la lumière du soleil peut percer la canopée. Ces zones offrent des espaces ouverts pour les voyageurs et abritent parfois des créatures ou des communautés.

## Histoire
À l'origine nommée Vertbois le Grand, elle fut appelée Forêt de Grand'Peur à la suite de la construction de la forteresse de Dol Guldur par Sauron et l'invasion de créatures maléfiques qui suivit. En 2851 du Troisième Âge, Gandalf persuada le Conseil Blanc d'attaquer la forteresse, ce qu'il fit en 2941. Cependant, bien que Sauron fût délogé, il avait prévu l'attaque et un Nazgûl vint le remplacer. Après la Bataille des Cinq Armées, la Route de l'Est fut gardée à l'ouest par le peuple de Beorn.
Pendant la Guerre de l'Anneau, la forêt était sous le contrôle presque total de Dol Guldur. Les royaumes elfiques de Lothlórien et des Elfes Sylvains du Nord (gouvernés par Thranduil) durent affronter les troupes de Sauron. Ils survécurent, et les armées des Eldar rasèrent définitivement Dol Guldur après la fin de la Guerre de l'Anneau. Thranduil et Celeborn renommèrent alors la forêt Eryn Lasgalen, ou Bois aux Vertes Feuilles. La partie nord de la forêt revint à Thranduil, tandis que Celeborn fonda la Lórien Orientale, une nouvelle partie de la Lothlórien, alors que celle-ci devint de plus en plus désertée.

## Conception et évolution
La Forêt Noire apparaît dans Le Hobbit, publié en 1937. Le terme la désignant en anglais, Mirkwood, est formé d'après le norrois Myrkviðr.

## Critique et analyse
La Forêt Noire sert de représentation de la corruption de la nature par les forces obscures.

## Adaptations
La Forêt Noire fait une courte apparition dans le premier volet de la trilogie de Peter Jackson intitulé Le Hobbit: Un voyage inattendu. Radagast y habite et se rend à Dol Guldur pour enquêter sur l'Ombre qui sévit dans la forêt. 
Une part plus importante y est apportée dans le second volet Le Hobbit : La Désolation de Smaug. Bilbon et la compagnie de Thorin la traversent pour atteindre Erebor mais ils se perdent et finissent capturés par les araignées géantes vivants au sud du bois, depuis l'arrivée du Nécromancien à Dol Guldur. Les nains ne verront leur salut que par la ruse de Bilbon qui utilisera l'Anneau Unique, avant l'arrivée des Elfes Sylvestres de Thranduil. La compagnie sera emprisonnée dans leurs cellules, plus au nord. Un grand nombre de scènes concernant la Forêt Noire ont été rajoutées dans la version longue du film, afin de rendre la traversée plus proche du livre.  